# Nicolas Bucher
Pour les articles homonymes, voir Bucher.
Nicolas Bucher, né le 30 novembre 1975 à Lens, est un organiste et claveciniste français.

## Biographie
Nicolas Bucher débute l’orgue à Arras puis au conservatoire à rayonnement régional de Lille, dans la classe de Jean Boyer et Aude Heurtematte.
Il poursuit ensuite ses études musicales auprès de Jean Ferrard, au Conservatoire royal de Bruxelles où il obtient les premiers prix d’orgue, d’écriture et d’histoire de la musique. En 1997, il intègre le conservatoire national supérieur de musique de Lyon, où il retrouve Jean Boyer et obtient le diplôme national d'études supérieures musicales en juin 2000.
Finaliste du concours international d'orgue Xavier Darasse de Toulouse en 1998, il reçoit le second prix au concours international d'orgue de Musashino-Tokyo en octobre 2000.
Organiste, accompagnateur, continuiste, chef d'orchestre, il consacre la majeure partie de sa vie artistique à la musique d’orgue, à la musique vocale des XVIIe et XVIIIe siècles, à l’art lyrique ainsi qu’à la musique contemporaine.
Organiste titulaire successivement à Lens, à l'église Saint-Vincent de Marcq-en-Barœul et à la primatiale Saint-Jean de Lyon, Nicolas Bucher a succédé en 2002 à Michel Chapuis à la prestigieuse tribune de église Saint-Séverin de Paris, poste qu'il a occupé jusqu'en avril 2013.
Il était organiste titulaire de l'orgue de la basilique Sainte-Marie-Madeleine de Vézelay jusqu'en 2018.
Professeur d’orgue dans plusieurs écoles de musique, il oriente ensuite sa carrière vers la direction. Titulaire du certificat d’aptitude aux fonctions de directeur de conservatoire, Nicolas Bucher a dirigé le conservatoire à rayonnement départemental d'Arras de 2005 à 2007. De septembre 2007 à novembre 2011, il est directeur des études musicales du Conservatoire national supérieur de musique et de danse de Lyon.
De 2011 à 2018, Nicolas Bucher vit et travaille à Vézelay où il dirige la Cité de la voix, un lieu unique consacré à l’art vocal sous forme de résidences artistiques, d’un ensemble vocal professionnel (Arsys Bourgogne) et d’une saison publique. Depuis le 1er mars 2018 il dirige le centre de musique baroque de Versailles. Il occupe le poste d'organiste titulaire à l'église Saint-Gervais à Paris depuis fin 2021.

## Enregistrements
- Grigny - Lebègue : Écrire le temps - Livre d'Orgue & Motets. 2020. Hortus HOR184  (EAN 3487720001840). Enregistré à l'Abbatiale Saint-Robert de La Chaise-Dieu[2].